# پرادلوس
پرادلوس (به ایتالیایی: Pradleves) یک کومونه در ایتالیا است که در استان کونیو واقع شده‌است. پرادلوس ۱۹٫۲ کیلومتر مربع مساحت و ۳۰۶ نفر جمعیت دارد.